# Charles Booth
Charles Booth (30 de marzo de 1840 - 23 de noviembre de 1916) fue un filántropo e investigador social británico. Es famoso por su trabajo innovador que documentó la vida de la clase obrera en Londres a fines del siglo XIX, obra que junto a la de Benjamin Seebohm Rowntree influyó en la intervención gubernamental contra la pobreza llevada a cabo a inicios del siglo XX.

## Primeros años
Charles Booth nació en Liverpool de noble ascendencia. Su padre, Charles Booth, fue un armador y comerciante de maíz adinerado y un prominente unitarista.
Booth asistió a la Royal Institution School en Liverpool antes de convertirse en aprendiz a la edad de 16 años. El padre de Booth falleció en 1862, dejándole el control de la empresa familiar a la cual añadió un negocio exitoso de fabricación de guantes. Junto con su hermano Alfred, fundaron la Compañía Alfred Booth con oficinas en Liverpool y en Nueva York usando una herencia de £20,000.
Tras estudiar sobre la industria naviera, Booth persuadió a su hermano Alfred y a su hermana Emily de invertir en barcos a vapor para crear un servicio hacia Pará, Maranhão y Ceará en Brasil. El mismo Booth zarpó en el primer viaje el 14 de febrero de 1866. También participó en la construcción de un puerto en Manaus que podía superar las fluctuaciones de temporada en los niveles del agua. Booth lo describió como su "monumento" cuando visitó el área por última vez en 1912.
Booth también tuvo alguna participación en política. Se lanzó sin éxito como candidato parlamentario liberal en las elecciones de 1865. Luego, se desilusionó de la política tras la victoria tory en las elecciones municipales de 1866. La actitud de Booth cambió cuando se percató que podía influenciar en las personas educando al electorado, más que por medio de la política. Booth estuvo involucrado en la Liga Educativa de Birmingham de Joseph Chamberlain, una investigación que se enfocaba en determinar los niveles de trabajo y educación en Liverpool. La investigación encontró que 25.000 niños en Liverpool no iban ni al colegio ni a trabajar.
El 29 de abril de 1871, Booth se casó con Mary Macaulay, quien era sobrina del historiador Thomas Macaulay (primer barón Macaulay).

## Investigación sobre la vida y el trabajo en Londres
Booth cuestionaba la información estadística existente sobre la pobreza, pues argumentaba que, tras analizar los resultados de los censos, no era satisfactoria. En 1891, estableció un comité en el cual sugirió algunas mejoras que podían ser realizadas.
Booth criticó públicamente los reclamos del líder de la Federación socialdemócrata Henry Hyndman, líder del primer partido socialista británico. En la Pall Mall Gazette de 1885, Hyndman sostuvo que 25% de los londinienses vivían en una abyecta pobreza. Booth investigó la pobreza en Londres trabajando con un equipo de investigadores que incluía a su prima Beatrice Webb. Esta investigación que buscaba las incidencias de pauperización en el extremo este de Londres mostró que 35% vivía en pobreza abyecta, una cifra incluso mayor que la cifra oficial. Este estudio fue publicado bajo el título Life and Labour of the People en 1889.  Un segundo volumen, titulado Labour and Life of the People, que cubría el resto de Londres, apareció en 1891.
Booth también popularizó la idea de una 'línea de pobreza', un concepto originalmente empleado por la London School Board. Booth estableció esta línea entre 10 y 20 chelines que consideró como el monto mínimo necesario para el sustento de una familia de 4 a 5 personas.
Después de que los dos volúmenes fueron publicados, Booth expandió su investigación. El resultado fue una segunda edición mejorada de su obra original, publicada como Life and Labour of the People in London en nueve volúmenes entre 1892 y 1897. Una tercera edición (extendida a 17 volúmenes) apareció en 1902 y 1903. Usó este trabajo para apoyar la introducción de pensiones a jubilados, que describió como un "socialismo limitado". Booth argumentó que tales reformas impedirían que una revolución socialista ocurriera en Gran Bretaña.
La London School of Economics conserva su obra en una base de datos disponible en línea.

## Obras
- Life and Labour of the People, Vol. I. (1889).
- Labour and Life of the People, Vol II. (1891).
- Life and Labour of the People in London, 2.ª ed., (1892-97). 9 vols.
- Life and Labour of the People in London, 3.ª ed., (1902-3). 17 vols.

## Influencia de su obra
Life and Labour of the People in London puede ser visto como uno de los textos fundacionales de la sociología británica por medio de la utilización de métodos cuantitativos (estadísticos) y cualitativos (particularmente, etnográficos). Debido a ello, Booth influyó en la Escuela de Sociología de Chicago (en especial, en el trabajo de Robert Ezra Park) y, más tarde, en los estudios comunitarios, asociados con el Instituto de Cohesión Comunitaria en el noreste de Londres.
La importancia de su trabajo en la estadística social fue reconocida por la Royal Statistical Society, quien lo premió con la primera Guy Medal de oro en 1882 y lo eligió como su presidente ese mismo año. Booth fue convertido en Fellow de la Royal Society en 1899 por "haber aplicado métodos científicos a la investigación social".